# جوزيف كراوس
جوزيف كراوس (بالإنجليزية: Joseph Martin Kraus)‏ (و. 1756 – 1792 م) هو ملحن، ومصمم رقص، وموزع (موسيقى)، وأستاذ جامعي، وشاعر قانوني ‏ سويدي، ولد في ميلتنبرغ، توفي في ستوكهولم، عن عمر يناهز 36 عاماً، بسبب سل.

## مناصب
تولى منصب قائد اوركسترا موسيقية ‏.

## التعليم
تعلم في جامعة ماينتس.

## روابط خارجية
- جوزيف كراوس على موقع ميوزك برينز (الإنجليزية)
- جوزيف كراوس على موقع أول ميوزيك (الإنجليزية)
- جوزيف كراوس على موقع ديسكوغز (الإنجليزية)